# Портцерт, Франсуа-Артур
Франсуа-Артур Портцерт (фр. François Arthur Portzert; 1877—1947) — военный деятель Франции, командир 102-й пехотной дивизии во время Второй мировой войны.

## Биография
Родился 27 августа 1877 года в городе Тон-ла-Лон (Маас).
Участник Первой мировой войны.
С 12 декабря 1933 года по 18 мая 1934 года являлся комендантом военного района Мезьер.
С 18 мая 1934 года по 27 августа 1937 года — командир сектора обороны Арденн (Линия Мажино).
11 июня 1935 года — повышен до бригадного генерала. 27 августа 1937 года был уволен в запас.
2 сентября 1939 года — снова был на службу в старой должности. С 2 сентября по 17 ноября 1939 года — исполняющий обязанности командира 52-й дивизии.
С 20 ноября 1939 года по 20 января 1940 года — командир сектора обороны Арденн. 11 декабря 1939 года был повышен до звания дивизионного генерала.
С 20 января по 16 мая 1940 года являлся командиром 102-й дивизии.
16 мая 1940 года попал в немецкий плен, где находился до 11 мая 1945 года. Вернулся из плена 13 мая 1945 года.
13 сентября 1945 года — вышел на пенсию.
Умер 15 июня 1947 года.

## Награды
- Удостоен орденов Почётного легиона: кавалер (30.03.1915), офицер (23.12.1927), командор (25.03.1943).
- Награждён несколькими Военными крестами 1914—1918 и Военными крестами 1939—1945, в том числе с пальмовой ветвью; а также медалями Médaille interalliée 1914-1918 и Médaille commémorative de la guerre 1914-1918.[4]